# États généraux de 1355
Les états généraux de 1355 ont lieu sous le règne (1350-1364) du roi Jean II le Bon (1319-1364), au début de la guerre de Cent Ans.

## Contexte

### Le roi d'Angleterre en guerre contre la maison de Valois
Jean le Bon est le fils du premier roi de la dynastie des Valois, Philippe VI, dont l'accession au trône en vertu de la loi salique est contestée par le roi d'Angleterre Édouard III, petit-fils par sa mère de Philippe IV le Bel, et qui est aussi détenteur de fiefs en France, notamment le duché d'Aquitaine avec Bordeaux. En 1336, Édouard III entre en guerre.

### Les rois de France face à la guerre
Le roi a besoin d'argent pour faire la guerre. Il faut donc lever des impôts : c'est pourquoi il réunit les états généraux du royaume, afin d'obtenir le consentement de ses sujets. Philippe VI les a réunis en 1343 et en 1346. 
Pour Jean le Bon, les états de 1355 sont les premiers.

## Déroulement des états généraux de 1355
L'ouverture solennelle des états généraux de langue d'oïl a lieu le 2 décembre à Paris en présence du roi. 
Les états acceptent une double imposition : un impôt sur le sel, la gabelle et un impôt sur les ventes de marchandises. 
Le 28 décembre, est votée une grande ordonnance, analogue à la grande charte anglaise de 1215 : son but est de limiter les pouvoirs du roi de France.

## Suites
En 1356, Jean le Bon est vaincu près de Poitiers et est fait prisonnier. 
Cela crée une situation extrêmement grave, dans laquelle plusieurs états généraux sont réunis par le dauphin Charles, responsable du royaume à la place de son père.